# Universität Juba
Die Universität Juba oder Dschuba (kurz UJ; englisch University of Juba, arabisch جامعة جوبا) ist eine staatliche Universität im Südsudan mit Sitz in Juba.

## Geschichte
Die Universität Juba wurde 1977 nach Beendigung des ersten Bürgerkriegs im Südsudan in der Stadt Juba im Südsudan gegründet, um Fachkräfte für die Entwicklung Südsudans auszubilden und die Rückständigkeit der Region abzubauen.
1989 wurde aus Sicherheitsgründen die Universität nach Khartum verlegt, da seit 1982 der Bürgerkrieg im Südsudan erneut ausgebrochen war.
Im Jahr 2002 wurden die Einrichtungen auf dem al-Kaduro-Campus in Khartum-Nord zusammengefasst.
Am 11. Februar 2006 wurden 200 Studenten, die eine Verlagerung der Universität zurück nach Juba forderten, nach Zusammenstößen mit der Polizei verhaftet. Am 8. April 2006 weigerten sich Studenten das Examen abzulegen und forderten erneut die Rückverlagerung. Die Sudanesische Volksbefreiungsbewegung (kurz SPLM), die die autonome Regionalregierung Südsudans stellt, forderte daraufhin ebenfalls die Rückverlagerung in den Süden. Um dieses Ziel zu erreichen, hat die SPLM-Regierung die Instandsetzung der Universitätsgebäude in Juba beauftragt. 2006 stimmte die damalige Regierung zu, den Namen der Universität in Juba National University zu ändern. Nach dem Erreichen der Unabhängigkeit im Juli 2011 zog die Universität vom Südsudan zurück nach Juba, wo sie gegründet wurde.
Seit April 2014 ist die Universität eine der sieben öffentlichen Universitäten im Südsudan, die anderen sechs sind die Upper Nile University in Malakal, die Rumbek University in Rumbek, die The Bridge University in Juba, die University of Bahr El-Ghazal in Wau, die University of Northern Bahr El-Ghazal in Aweil und die Western Upper Nile University in Bentiu.